# Spinoscina spinosa
Spinoscina spinosa is een vlokreeftensoort uit de familie van de Scinidae. De wetenschappelijke naam van de soort is voor het eerst geldig gepubliceerd in 1914 door Chevreux.